# Tiebiancheng (köpinghuvudort i Kina, Shaanxi, lat 36,99, long 107,85)
Tiebiancheng är en köpinghuvudort i Kina. Den ligger i provinsen Shaanxi, i den nordvästra delen av landet, omkring 320 kilometer norr om provinshuvudstaden Xi'an. Antalet invånare är 5 879. Befolkningen består av 2 676 kvinnor och 3 203 män. Barn under 15 år utgör 13,0 %, vuxna 15-64 år 78 %, och äldre över 65 år 8,0 %.
Runt Tiebiancheng är det ganska glesbefolkat, med 28 invånare per kvadratkilometer. Närmaste större samhälle är Xinzhai, 10,3 km sydost om Tiebiancheng. Trakten runt Tiebiancheng består i huvudsak av gräsmarker.
Genomsnittlig årsnederbörd är 757 millimeter. Den regnigaste månaden är juli, med i genomsnitt 212 mm nederbörd, och den torraste är december, med 1 mm nederbörd.